# USK Anif (2012)
Der Union-Sportklub Anif ist ein Fußballverein aus der Gemeinde Anif im Land Salzburg. Der Verein spielt seit der Saison 2019/20 in der neuen dritthöchsten Leistungsstufe, der Regionalliga Salzburg.

## Geschichte
Der ursprüngliche USK Anif wurde 1947 gegründet. In der Saison 1978/79 spielte man unter Trainer Adolf Blutsch sogar kurzzeitig zweitklassig. Als Tabellenletzter musste man jedoch direkt wieder in die Alpenliga absteigen.
Im Juni 2012 wurde der zu jenem Zeitpunkt drittklassige Verein in den FC Liefering umgewandelt. Gleichzeitig wurde der Verein als FC Anif neugegründet und ging eine Spielgemeinschaft mit den Red Bull Juniors ein.
In der Saison 2012/13 konnte man in der Regionalliga West Platz sechs erreichen. In der folgenden Saison musste man als 14., zwei Punkte hinter einem Nichtabstiegsplatz, jedoch in die Salzburger Liga absteigen. 2014/15 wurde man nach nur einer Saison Meister der Salzburger Liga, 23 Punkte vor den Amateuren des SV Grödig. Nach dem Aufstieg wurde die Spielgemeinschaft mit den Red Bull Juniors aufgelöst und man spielte wieder als USK Anif.
In der Aufstiegssaison verpasste man als Zweiter hinter der WSG Wattens den Aufstieg in den Profifußball.